# Souvenir de Catherine Guillot
'Souvenir de Catherine Guillot' est un cultivar de rosier obtenu en 1895 par le rosiériste lyonnais Pierre Guillot. Il rend hommage à la défunte épouse de Jean-Baptiste Guillot, père de l'obtenteur.

## Description
Il s'agit d'un rosier thé vigoureux et très florifère, dont les rameaux et le feuillage sont pourprés. Ses boutons de forme allongée sont d'abord rouge carmin et ensuite la fleur évolue vers un rose carminé au fond orangé très subtil. Les fleurs sont grandes et pleines.
Sa zone de rusticité est de 6b à 9b ; il résiste donc aux hivers froids. Sa floraison est remontante.
On peut l'admirer à la roseraie du Val-de-Marne à L'Haÿ-les-Roses, près de Paris. Il semble que cette variété ne soit plus commercialisée. Elle ne doit pas être confondue avec la variété 'Catherine Guillot', rose Bourbon de couleur rose carmin (Guillot fils, 1860), qui, elle, est toujours commercialisée.

## Descendance
Ce rosier a donné naissance à 'Adélaïde Moullé' (Barbier, 1901). Par croisement avec Rosa wichuraiana Crép., il a donné naissance à 'Léontine Gervais' (Barbier, 1903); et par croisement avec 'Madame Caroline Testout' (Pernet-Ducher, 1890), il a donné naissance à l'hybride de thé 'Madame Léon Pain', (Pierre Guillot, 1904).